# 楚剧
楚剧是中国湖北省的地方戏曲剧种。
楚剧主要流行于湖北省。楚剧腔调分为板腔、小调、高腔三部分。角色主要分为生、旦、丑三类。著名剧目有《秦雪梅吊孝》、《赶斋》、《杀狗惊妻》、《狗油锥子》、《葛麻》等。著名演员有熊剑啸等。2006年5月，楚剧被列入第一批国家级非物质文化遗产名录。